# Đurđevo (Rača)
Đurđevo (em cirílico: Ђурђево) é uma vila da Sérvia localizada no município de Rača, pertencente ao distrito de Šumadija, na região de Šumadija. A sua população era de 544 habitantes segundo o censo de 2011.

## Demografia
| 1948 | 1953 | 1961 | 1971 | 1981 | 1991 | 2002 | 2011 |
| ---- | ---- | ---- | ---- | ---- | ---- | ---- | ---- |
| 1393 | 1447 | 1359 | 1163 | 1058 | 917  | 726  | 544  |